# Färjestaden
Färjestaden est une localité de Suède située sur l’île d’Öland.